# شيكو فريمان
شيكو فريمان (بالإنجليزية: Chico Freeman)‏ هو عازف جاز وملحن أمريكي، ولد في 17 يوليو 1949 في شيكاغو في الولايات المتحدة.

## وصلات خارجية
- الموقع الرسمي
- شيكو فريمان على موقع IMDb (الإنجليزية)
- شيكو فريمان على موقع ميوزك برينز (الإنجليزية)
- شيكو فريمان على موقع أول موفي (الإنجليزية)
- شيكو فريمان على موقع أول ميوزيك (الإنجليزية)
- شيكو فريمان على موقع ديسكوغز (الإنجليزية)
- شيكو فريمان على موقع كينوبويسك (الروسية)